# Badín
Badín (węg. Erdőbádony) – wieś i gmina (obec) na Słowacji, w powiecie Bańska Bystrzyca. We wsi mieści się Seminarium Duchowne św. Franciszka Ksawerego, stanowiące oddział Uniwersytetu Komeńskiego w Bratysławie.

## Historia
Pierwsza pisemna wzmianka pochodzi z 1232. W 1580–1657 właściciel wsi musiał płacić podatek Imperium Osmańskiemu, a w 1599 miejscowość została zdobyta przez Turków. W pobliżu wsi od 1892 roku do początku lat 20. XX wieku istniała kopalnia węgla brunatnego.

## Przyroda
Na terenie wsi Badín znajduje się dobrze zachowany fragment pierwotnej buczyny dolonoreglowej, który od 1913 roku jest chroniony, obecnie jako rezerwat przyrody Badínsky prales.